# Wjazd do Jerozolimy
Wjazd do Jerozolimy – fresk autorstwa Giotto di Bondone namalowany ok. 1305 roku dla kaplicy Scrovegnich w Padwie.
Jeden z 40 fresków namalowanych przez Giotta w kaplicy Scrovegnich należący do cyklu scen przedstawiających życie Joachima i Anny, rodziców Marii, oraz Chrystusa.

Fresk ilustruje wjazd Chrystusa do Jerozolimy, który opisali wszyscy Ewangeliści (Mt 21,1-11; Mk 11,1-11; Łk 19,29-40; J 12,12-19): 

(...) i rzekł im: "Idźcie do wsi, która jest przed wami, a zaraz przy wejściu do niej znajdziecie oślę uwiązane (...) Poszli i znaleźli oślę przywiązane do drzwi z zewnątrz, na ulicy. Odwiązali je (...) Przyprowadzili więc oślę do Jezusa i zarzucili na nie swe płaszcze, a On wsiadł na nie. Wielu zaś słało swe płaszcze na drodze, a inni gałązki ścięte na polach. A ci, którzy Go poprzedzali i którzy szli za Nim, wołali: "Hosanna! Błogosławiony Ten, który przychodzi w imię Pańskie. Błogosławione królestwo ojca naszego Dawida, które przychodzi. Hosanna na wysokościach!"(Mk 11 2-10)

Giotto wiernie odtwarza relację. Z lewej strony Jezus siedzi na ośle i wykonuje gest błogosławieństwa. Za nim kroczą jego uczniowie. Postacie w tej części fresku są statyczne, na ich twarzy brak wyrażanych emocji. Apostołowie majestatycznie wkraczają do miasta.
Naprzeciw Chrystusa wychodzi tłum mieszczan. Giotto w innowacyjny sposób przedstawia wjazd do miasta. Chrystus siedzi na ośle. Zwierzę robi krok do przodu, pod jego racicą leży płaszcz zdjęty przez jednego z mieszczan. Za nim inny wierny właśnie zdejmuje przez głowę zielony płaszcz. Giotto przedstawia tę czynność w połowie jej wykonania. Posuwając się dalej w prawą stronę, kolejna postać również przygotowuje się do zdjęcia szaty, jego ręce właśnie uwalniają się z rękawów. Śledząc fresk z lewej do prawej strony, widz ma wrażenie ruchu do przodu.
Nad głowami procesji widać dwa drzewa oliwne na których młodzi chłopcy usiłują zerwać gałązki oliwne. Narracja jaką stosuje Giotto w następujących po sobie wydarzeniach zmusza go do wykorzystywania podobnych ujęć na różnych freskach. Tak jest z postacią osła, którego wizerunek jest tym samym, na którym wcześniej jego rodzice uciekali do Egiptu (Ucieczka do Egiptu) oraz z bramą jerozolimską przez którą wjeżdża Jezus a powtórzoną we fresku ze sceną drogi krzyżowej (Droga na Golgotę).